# Programme d'entraînement cérébral avancé du Dr Kawashima : Quel âge a votre cerveau ?
 (juillet 2008).
Si vous disposez d'ouvrages ou d'articles de référence ou si vous connaissez des sites web de qualité traitant du thème abordé ici, merci de compléter l'article en donnant les références utiles à sa vérifiabilité et en les liant à la section « Notes et références ».
 (septembre 2009).
Programme d'entraînement cérébral avancé du Dr Kawashima : Quel âge a votre cerveau ? est un jeu vidéo sur la console portable de Nintendo : La Nintendo DS. Ce jeu est la suite du jeu Programme d'entraînement cérébral du Dr Kawashima : Quel âge a votre cerveau ? (Brain Age aux États-Unis) qui consiste à évaluer l'âge cérébral. Cette version du jeu propose les exercices basiques du premier opus mais aussi de nouveaux exercices : suivre des partitions avec un piano virtuel, distinguer des mots en milieu confus, rendre la monnaie sur des billets de 5 ou 10 euros, écrire des symboles à partir de chiffres, mémoriser des chiffres, des mots, etc.

## Système de jeu
Le joueur est accueilli par le professeur Ryuta Kawashima, dont on voit le visage en modélisation 3D, et vous fait faire des petits tests (calcul, mémorisation, lecture, etc.) pour calculer votre âge cérébral. Il vous faudra ensuite pratiquer ces exercices régulièrement pour améliorer votre âge cérébral.
Vous pourrez vous entraîner avant d'effectuer une évaluation : calcul, mémorisation, jeu de vitesse, etc.
- Opérateur vide : compléter les opérations par les signes +, -, x ou /

- Mélomane : Sur l'écran de gauche, une partition s'affiche, sur laquelle se déplace un curseur. Il faut toucher la touche du piano correspondant à la note pointée par le curseur sur l'écran tactile

- Pagaille : Des lettres tournent et il faut les remettre dans l'ordre pour former des mots

- Brouhaha : Une voix, puis deux, puis trois prononcent des mots simultanément. Il faut réécrire chacun de ces mots

- Addition cachée : Un chiffre apparaît, puis s'efface. Un autre apparaît et il faut effectuer la somme des deux. Les chiffres se succèdent ainsi jusqu'à effectuer des dizaines d'additions

- Monnaie : une somme s'affiche sur l'écran de gauche avec une certaine somme d'argent. Sur l'écran tactile, il faut disposer des pièces de 1 centime à 1 euro pour rendre la monnaie

- Datation : Cet exercice se fait en fonction de la date de la DS. Des questions sont posées et il faut répondre soit par les initiales des jours de la semaine, soit par des dates, soit par des chiffres

- Course en tête : Mémoriser la position du coureur

- Tour de cadran :

- Pluie de blocs

- Bactéricide

L'option Évaluation permet de vous évaluer après vous être entraîné aux différents tests. Il vous fera faire plusieurs tests répartis au hasard pour recalculer l'âge cérébral et suivant son nouvel âge : s'il a augmenté ou diminué, vous devrez vous entraîner régulièrement à nouveau pour améliorer votre âge cérébral.

## Sortie et accueil
Le docteur Kawashima aurait refusé 22 millions de dollars de royalties que voulait lui verser Nintendo : « Je n'ai pas eu un seul sou en poche […] Toute ma famille est en colère à cause de cela. Mais je leur réponds que, s'ils veulent de l'argent, ils n'ont qu'à travailler pour le mériter ! ». L'intégralité des 22 millions est allée à une fondation pour la recherche scientifique.
En France, la promotion est assurée grâce à des spots TV où apparaissent Nicole Kidman et Michèle Laroque, plusieurs célébrités participent également à la promotion dans différents pays (Kieren Perkins en Australie, Liv Tyler aux États-Unis).

### Ventes
En 2022, Nintendo affiche 19,01 millions d'exemplaires vendus dans le monde, faisant de lui le quatrième jeu le plus vendu par la firme sur la Nintendo DS.